# 菲利普·哈兰
菲利普·哈兰（英語：Philip Harland，？—），新西兰男子自行车运动员。他曾代表新西兰参加1974年英联邦运动会自行车比赛，获得男子双人自行车竞速赛铜牌。